# Nicolas Pauly
Nicolas Pauly (Dudelange, 19 novembre 1919 – Dudelange, 25 agosto 1981) è stato un calciatore lussemburghese, di ruolo difensore.

## Carriera

### Club
Ha sempre giocato nel campionato lussemburghese.

### Nazionale
Ha rappresentato la Nazionale del suo paese alle Olimpiadi del 1948.